# 10,5cm hrubý kanón vz. 35
10,5cm hrubý kanón vz. 35 (též 10,5cm hrubý kanón J) bylo nejmodernější dělo používané Československou armádou před druhou světovou válkou.

## Historie

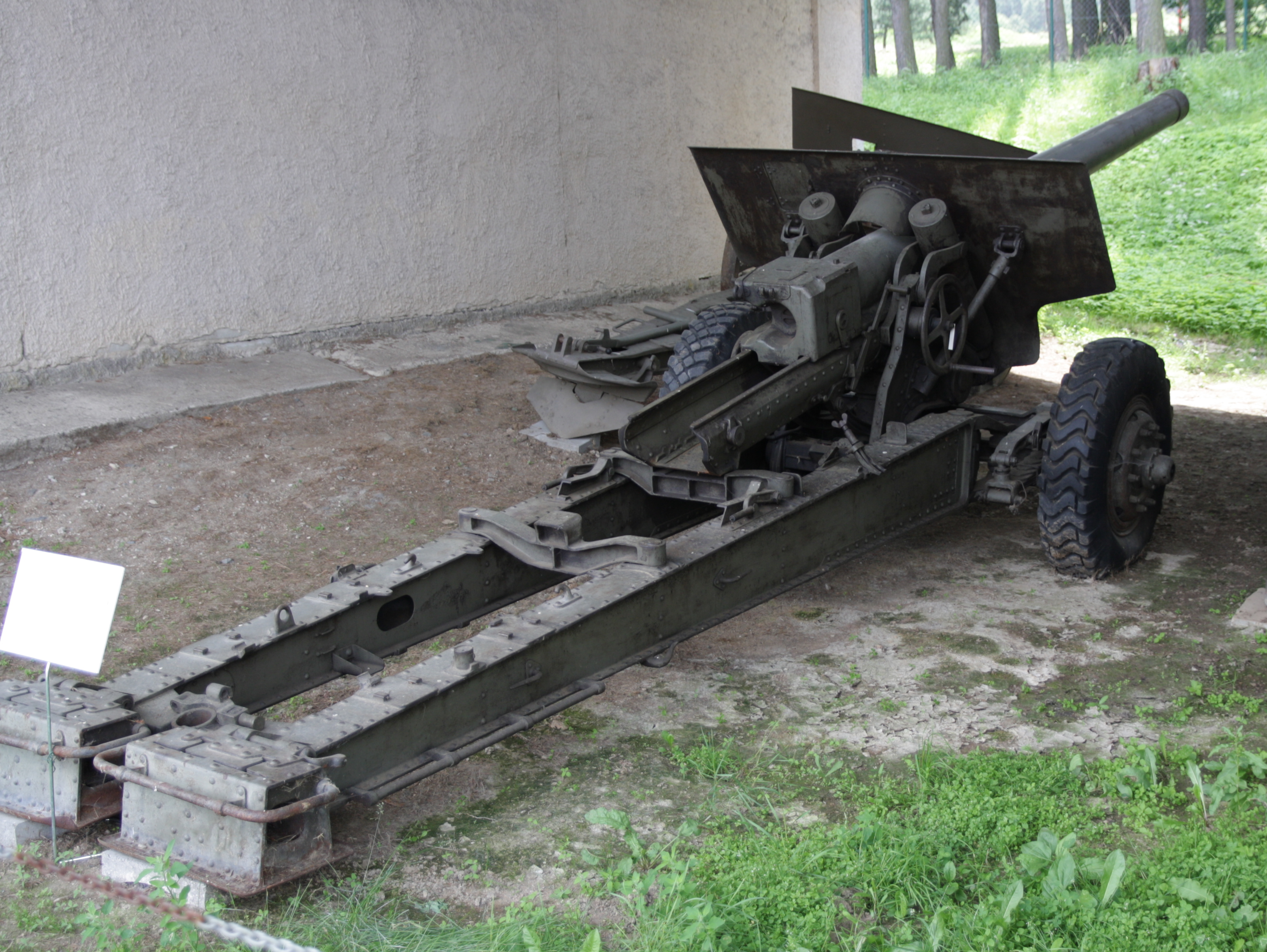
10,5cm hrubý kanón ve Vojenském technickém muzeu v Lešanech

Hrubý kanón byl vyvíjen Vojenským technickým a leteckým ústavem od roku 1927. Jeho schválená podoba byla v roce 1931. V roce 1933 Ministerstvo národní obrany (MNO) objednalo ve Škodových závodech prototyp s dodáním v do konce listopadu 1934. Po náročných zkouškách a odstranění nedostatků byl zaveden do výzbroje armády pod označením 10,5cm hrubý kanón vz. 35 v roce 1935. Zbraň produkoval tradiční výrobce českých kanónů a houfnic firma Škoda Plzeň. Po rozbití Československa byly kanóny vz. 35 ukořistěny Německem a zařazeny do výzbroje Wehrmachtu pod označením 10,5 cm K 35 (t). Mimo to byly tyto moderní a úspěšné zbraně dále vyráběny v Protektorátu Čechy a Morava i za německé okupace. Třicet šest kusů kanónů, které zůstaly v roce 1939 na Slovensku, byly přijaty do výzbroje slovenské armády. Děla používala i jugoslávská armáda pod označením M.36 a kusy ukořistěné po porážce Jugoslávie převzal Wehrmacht jako 10,5 cm Kanone 339 (j).
10,5cm hrubý kanón vz. 35 byl kanón, který byl schopen přímé střelby na jakékoliv pozemní cíle. Jako munice se používal: ostrý nárazový granát vz. 35, časovací granát a polopancéřový granát. Kanón byl opatřen pancéřovým štítem, měl robustní pneumatiky, jeho součástí byla i odpojitelná kolesna určená k přepravě zbraně za tahačem. Jeden kus kanónu se nachází ve sbírkách Vojenského technického muzea v Lešanech.

## Technické údaje
- Hmotnost: 4200 kg
- Délka: 4,4 m
- Ráže: 105 mm
- Přeprava: mototrakce
- Odměr: −6° až +42°
- Náměr: 50°
- Rychlost střelby: 8 ran/min
- Úsťová rychlost: 730 m/s
- Maximální dostřel: 18 100 m
- Hmotnost náboje: 18 kg

## Uživatelé
- Československo
- Slovensko
- Německá říše
- Jugoslávie
- Litva (dodány pouze čtyři kusy z 24 objednaných, zbytek dodávky pozastaven po anexi země Sovětským svazem)